# Cerodontha stuckenbergiella
Cerodontha stuckenbergiella este o specie de muște din genul Cerodontha, familia Agromyzidae, descrisă de Spencer în anul 1977. Conform Catalogue of Life specia Cerodontha stuckenbergiella nu are subspecii cunoscute.